# فوبه (قمر)
فوئبه یکی از ۶۲ قمر شناخته شدهٔ سیاره زحل است که در سال ۱۸۹۹ میلادی توسط ویلیام هنری پیکرینگ کشف شد. فوئبه اولین قمری است که توسط عکسبرداری کشف شده‌است.